# Azereix
Azereix (okzitanisch: Asereish) ist eine französische Gemeinde mit 968 Einwohnern (Stand: 1. Januar 2022) im Département Hautes-Pyrénées in der Region Okzitanien; sie gehört zum Arrondissement Tarbes und zum Kanton Ossun. Die Einwohner werden Azereixiens genannt.

## Geografie
Azereix liegt rund sieben Kilometer westsüdwestlich des Stadtzentrums von Tarbes. Mehrere Fließgewässer durchziehen das Gemeindegebiet nach Nordosten. Es ist dies der Souy mit seinen späteren Zuflüssen Mardaing und Riu Tort sowie die Géline. Umgeben wird Azereix von den Nachbargemeinden Ibos im Norden, Juillan im Osten, Ossun im Süden und Westen sowie Ger im Nordwesten.

## Bevölkerungsentwicklung
| Jahr                       | 1962 | 1968 | 1975 | 1982 | 1990 | 1999 | 2006 | 2013 |
| Einwohner                  | 535  | 570  | 672  | 783  | 911  | 906  | 955  | 1009 |
| Quellen: Cassini und INSEE |      |      |      |      |      |      |      |      |

## Sehenswürdigkeiten
- Kirche Saint-Fructueux, seit 1979 Monument historique
- Kapelle Saint-Roch
- Ehemaliges Pfarrhaus

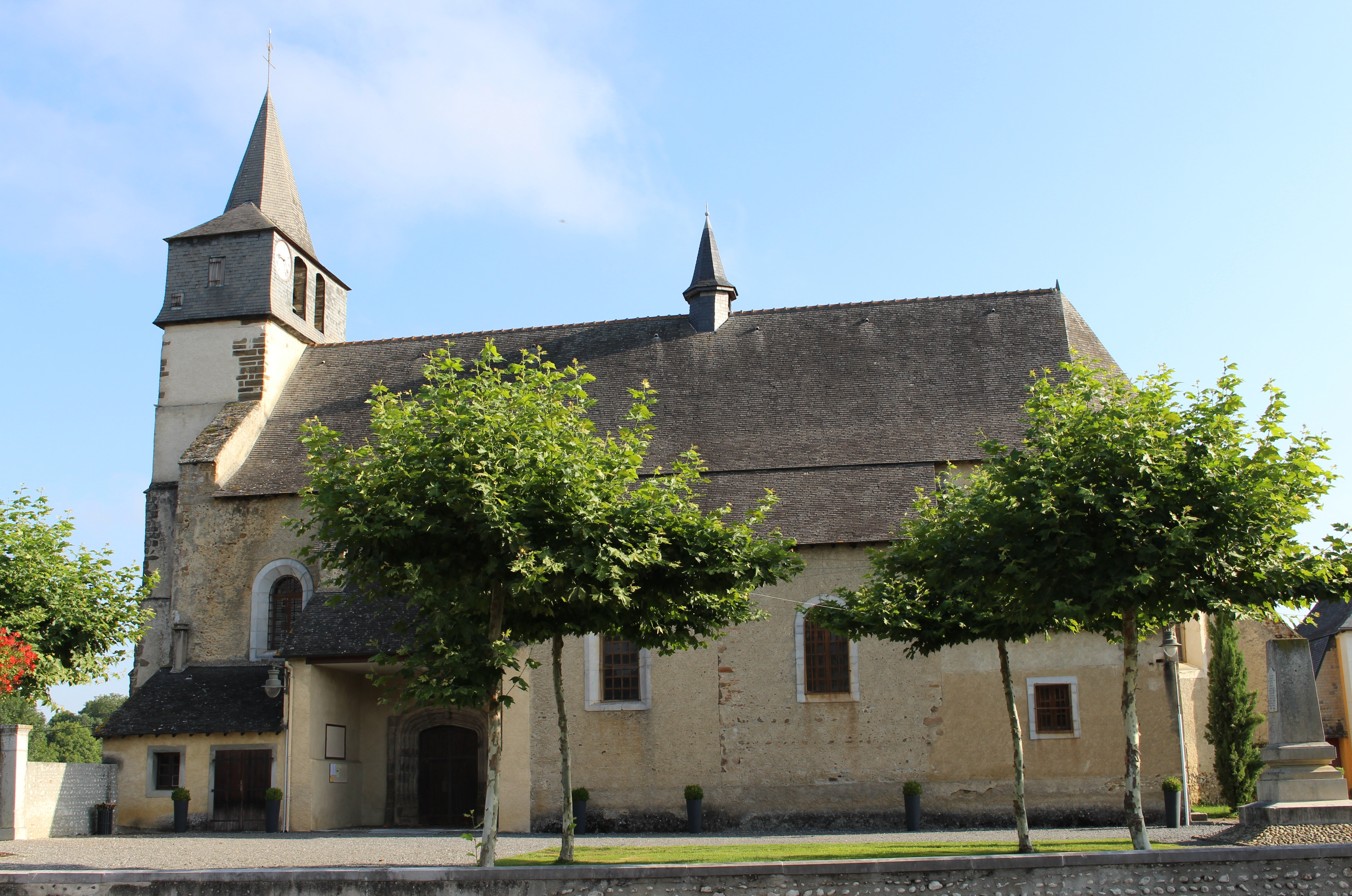
Kirche Saint-Fructueux
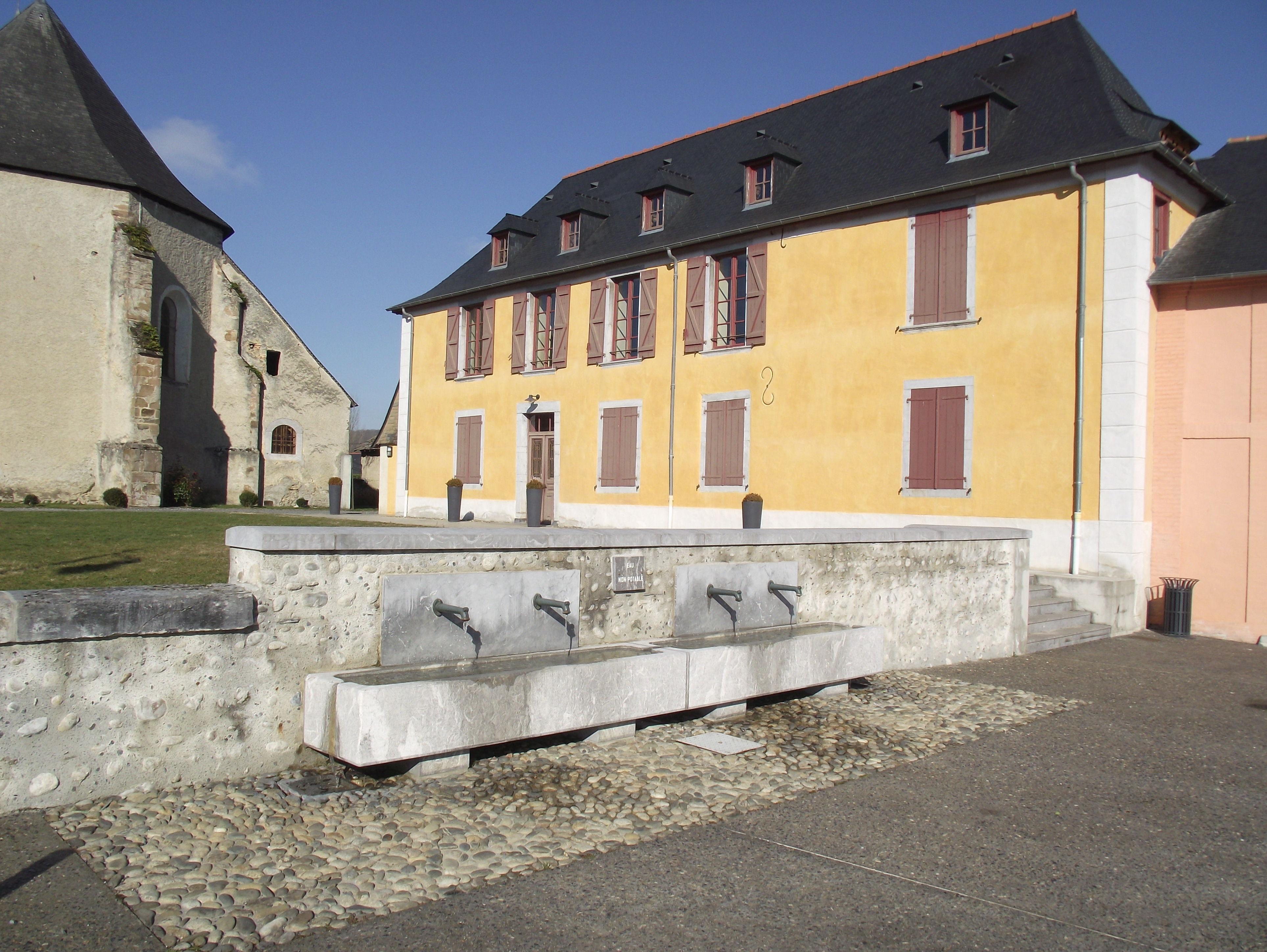
Ehemaliges Pfarrhaus